# Gerbille velue d'Inde
Gerbillus gleadowi
Espèce
Statut de conservation UICN

 LC  : Préoccupation mineure
La Gerbille velue d'Inde (Gerbillus gleadowi ou Gerbillus (Gerbillus) gleadowi) est une espèce qui fait partie des rongeurs. C'est une gerbille de la famille des Muridés, originaire d'Inde et du Pakistan.